# Hipólito da Costa
Hipólito José da Costa Pereira Furtado de Mendonça (13. August 1774 – 11. September 1823) war ein brasilianischer Journalist und Diplomat, der als „Vater der brasilianischen Presse“ gilt. Er ist der Schirmherr des 17. Lehrstuhls der  Brasilianischen Akademie für Literatur.

## Leben
Costa wurde in Colonia del Sacramento, heute Teil von Uruguay, als Sohn von Félix da Costa Furtado de Mendonça und Ana Josefa Pereira geboren. Sein Bruder war José Saturnino da Costa Pereira, der später Senator des  Kaiserreichs Brasilien und Kommandeur der  brasilianischen Armee wurde. Obwohl sie zum Christentum konvertiert waren, stammte seine Familie, die da Costas, aus einer langen Reihe von sephardischen Juden, die in Portugal, England und den Westindischen Inseln tätig waren.
Im Jahr 1777 zog die Familie nach Pelotas in Rio Grande do Sul, wo Costa seine Jugend verbrachte, bis er 1798 an die Universität von Coimbra geschickt wurde, wo er sein Studium in Jura, Philosophie und Mathematik abschloss.
Nach seinem Abschluss wurde er vom damaligen Premierminister von Portugal Rodrigo de Sousa Coutinho in diplomatischer Mission in die Vereinigten Staaten und nach Mexiko geschickt. Er lebte zwei Jahre lang in den Vereinigten Staaten, genauer gesagt in Philadelphia, wo er Freimaurer wurde. Er schrieb einen Bericht über seine Reise nach Philadelphia mit dem Titel Diário de Minha Viagem para a Filadélfia, der jedoch erst 1955 veröffentlicht wurde.
Zwei Jahre nach seiner Reise in die Vereinigten Staaten kehrte er nach Brasilien zurück, wo er einen weiteren Auftrag, diesmal für England, erhielt. Als er jedoch drei oder vier Jahre später nach Brasilien zurückkehrte, wurde er 1802 auf Befehl von Pina Manique von der portugiesischen Inquisition verhaftet, da man ihn beschuldigte, freimaurerische Ideen in Europa zu verbreiten. Es gelang ihm jedoch, dem Gefängnis zu entkommen und als Handwerker verkleidet nach Spanien zu fliehen.
Von Spanien aus kehrte er 1805 nach England zurück, wo er den Schutz von Prinz  Augustus Frederick erhielt. Da Costa setzte seine freimaurerischen Aktivitäten in England fort und trat zwei Freimaurerlogen unter der Schirmherrschaft der  Premier Grand Lodge of England bei: 1807 der Freimaurerloge The Lodge of the Nine Muses und 1808 Lodge of Antiquity.
Er ließ sich in London nieder und gründete dort die erste brasilianische Zeitschrift, den Correio Braziliense, der von 1808 bis 1823 erschien. Durch diese Zeitschrift sollte Costa liberale Ideen verbreiten. Der portugiesische Botschafter in London, Bernardo José de Abrantes e Castro, Graf von Funchal, war jedoch ein entschiedener Gegner von Costas Zeitschrift und gründete selbst eine Zeitschrift mit dem Titel O Investigador Português em Inglaterra (zu Deutsch: Der portugiesische Ermittler in England), die von 1811 bis 1819 erschien. Viele andere Zeitschriften, die den Correio Braziliense bekämpften, wurden gegründet.
Er erlangte auch Berühmtheit für seine Übersetzung der Werke von Benjamin Thompson and Benjamin Smith Barton ins Portugiesische.

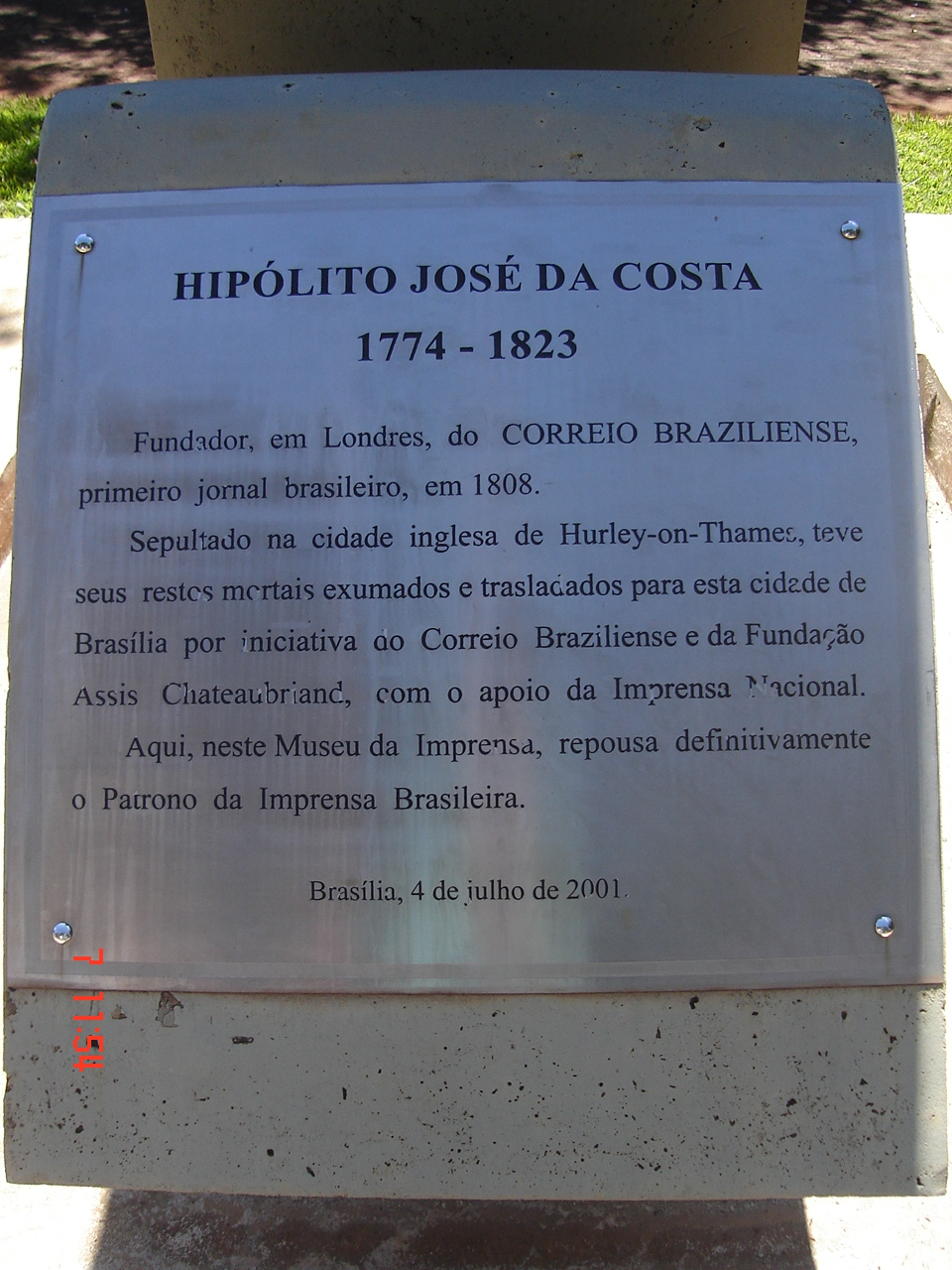
Costas Grabstein im Museu da Imprensa Nacional

Da Costa starb 1823, ohne zu wissen, dass er zum Konsul von Brasilien in England ernannt worden war. Er wurde in der Kirche St. Mary the Virgin in Hurley, Berkshire, beigesetzt; 2001 wurden seine sterblichen Überreste nach Brasilien verbracht und befinden sich seitdem im Museu da Imprensa Nacional.

## Ehren
Das Museu de Comunicação Social Hipólito José da Costa, in Porto Alegre, ist nach ihm benannt.